# Anderssonskans Kalle i busform
Anderssonskans Kalle i busform är en svensk film från 1973 i regi av Arne Stivell. Filmen är en uppföljare till Anderssonskans Kalle.

## Handling
Kalle är tillbaka med nya bus på Söder. Han spikar fast galoscher och experimenterar med klipulver som gör sin verkan på en biograf. I filmen ingår en visning av filmen Smålänningar där Anderssonskan (Sickan Carlsson) kommenterar bilder "på sig själv".

## Om filmen
Filmen baseras på Emil Norlanders ungdomsroman Anderssonskans Kalle som utgavs 1901 och spelades in på Södermalm i Stockholm.
Arbetet med filmen förklarades i blockad av Svenska Teaterförbundet efter några veckors provtagningar eftersom Stivell inte reglerat alla sina skulder efter inspelningen av Anderssonskans Kalle 1972.
Filmen premiärvisades den 8 december 1973 på Stadsteaterns Bio i Falkenberg. Den började att visas i övriga landet veckan därpå. Stockholmspremiär på biograferna Victoria, Astoria, Rondo och Kamraspalatset. Filmen har visats vid ett flertal tillfällen i SVT och TV4.

## Rollista (i urval)
Källa: 
- Tord Tjädersten – Kalle Andersson
- Sickan Carlsson – Anderssonskan, Kalles mamma, ägare av en mangelbod
- Sten-Åke Cederhök – Jonsson, polis
- Britta Holmberg – Pilgrenskan
- Chris Wahlström – Bobergskan
- Jan-Olof Danielsson – Bengt, kallad Stubben, Kalles kamrat
- Hjördis Petterson – fru Nilsson
- Gus Dahlström – Karlsson, skolvaktmästare
- Maria Petters-Gustafsson – Britt Karlsson
- Lars Lennartsson – Johansson, betjänt hos Britt Karlssons familj
- Lauritz Falk – direktör Fridolf Karlsson, Britts pappa
- Barbro Bergius – fru Karlsson, Britts mamma
- Gunnel Wadner – direktör Karlssons husa
- Per-Axel Arosenius – klassföreståndare
- Tommy Lundell – Fritte, Kalles klasskamrat
- Ragnar Frisk – biografvaktmästare
- Inger Berggren – biografkassörska
- Arne Stivell – överläkare

## Filmmusik i urval
Källa: 
- The Stars and Stripes Forever! (Under stjärnbaneret), kompositör John Philip Sousa, instrumentalt från filmen Smålänningar 1935.
- Sermon, kompositör Hansheinrich Dransmann, instrumental.
- Smålandssången (Röd lyser stugan bak hängbjörkens slöja), kompositör Ivar Widéen, text Linnéa Andrén, instrumental.
- Klart till drabbning, kompositör Jules Sylvain, text Åke Söderblom, sång Tord Tjädersten
- Under blå himlapällen, sång Hjördis Petterson
- Söder är min musik, kompositör Bo-Göran Edling, text Bo-Göran Edling och Staffan Ehrling, sång Maria Petters-Gustafsson

## VHS och DVD
Filmen finns utgiven på VHS och en digitalt restaurerad utgåva gavs ut på DVD 2018.